# José Manuel Rodrigues

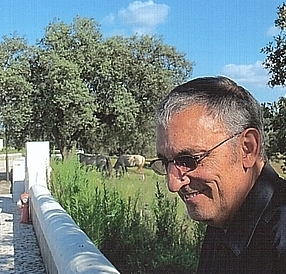
José M. Rodrigues, 2013

José M. Rodrigues (geb. 4. Mai 1951 in Lissabon als José Manuel dos Santos Rodrigues) ist ein portugiesisch-niederländischer Fotograf und Künstler. Er lebte und arbeitete 24 Jahre in den Niederlanden und hat sich seit 1993 in Évora, Portugal niedergelassen.

## Leben
Rodrigues wuchs in Portugal unter dem Regime von Diktator António de Oliveira Salazar auf. Als die Kolonialkriege um Angola und Mosambik aufflammten, ging er 1968 ins Ausland. In den Jahren 1968/1969 lebte er in Paris, danach bis 1993 in den Niederlanden. Rodrigues studierte Fotografie in Den Haag (1975–1980) und in Apeldoorn (1975–1979). José Manuel Rodrigues hat zwei Kinder.
Er war Mitbegründer der Perspektief - Art Foundation und verantwortlich für die Programme der Ausstellungen der Galerie. Ferner war er Mitglied des GKF, dem heutigen DuPho und zwischen 1987 und 1992  Mitglied des Amsterdam Arts Council.
1982 erhielt José M. Rodrigues die Freie Kreative Auftragsvergabe vom Amsterdam Arts Council. Im Jahr 1999 wurde er mit dem nach Fernando Pessoa benannten Pessoa Prize für sein künstlerisches Schaffen und für seinen Beitrag zur Kunst in Portugal ausgezeichnet. Seine Arbeiten sind in vielen privaten und öffentlichen Sammlungen in Portugal, den Niederlanden, Frankreich und anderen Ländern vertreten.
Rodrigues lehrte Fotografie an mehreren Institutionen, insbesondere an nationalen und ausländischen Schulen (Rotterdam, Porto, Évora, Caldas da Rainha). In den Jahren 2007 und 2008 war er Gastprofessor an der Master of Fine Arts an der IADE in Lissabon. Seit 2009 lehrt er an der Universität Évora als Assistant Professor am Department of Fine Arts.
Seine Arbeiten signiert er heute mit José M. Rodrigues, es existieren jedoch ebenso Werke mit der Signatur José Rodrigues oder José Manuel Rodrigues.

## Ausstellungen

### Einzelausstellungen (Auswahl)
- 1981: José Rodrigues - Fotografia, Museu de Évora, Portugal
- 1982: Fotografias de José Rodrigues, 3ₒs Encontros de Fotografia de Coimbra, Portugal
- 1983: Ik tussen de tijd (O Eu e o Tempo), Galerie Perspektief, Rotterdam; De Ysbreeker, Amsterdam
- 1984: Canon Photo Gallery, Amsterdam
- 1985: Galeria Municipal, Évora, Portugal
- 1987: Vloeibare Doorzichtigheid (Transparência Líquida), Galerie Klove, Amsterdam
- 1989: Galerie Klove, Amsterdam
- 1993: Suzanne Biederberg Gallery, Amsterdam
- 1994: Metamorforça, Galeria Municipal, Montemor-o-Novo, Portugal
- 1995: José M. Rodrigues - Fotografias, Galeria Municipal, Caldas da Rainha, Portugal
- 1996: Memórias do Tempo, Museu de Évora, Portugal.
- 1997: Recente Foto's uit Alentejo, Suzanne Biederberg Gallery, Amsterdam
- 1998: O Prazer das Coisas, Palácio Anjos, Algés (produção EtheriCâmara Municipal de fieiras)
- 1999: Ofertório, Culturgest - CGD, Lissabon, Portugal (retrospectief)
- 2000: Marcas de Água. José M. Rodrigues, Galeria Minimal Arte Contemporânea, Porto
- 2001: ARCO, Galeria Minimal, Madrid
- 2002: Água de Prata, Museu de Arqueologia e Etnografia, Setúbal; Capela de S. Vicente, Sines, Portugal
- 2003: Entre a Terra e o Mar, Pálacio das Artes, Tavira, Portugal
- 2004: Parlamento Europeu, Brüssel
- 2005: Inclui/Exclui, Secretariado de Estado da Cultura, Évora, Portugal
- 2006: Solo a Solo, Galeria Sala Maior, Porto, Portugal.*
- 2007: Estranheza de um coisa natural, CPF, Porto; Casa da Cerca, Almada, Portugal
- 2008: Elementos, Galeria Pente10 – Fotografia Contemporânea, Lissabon
- 2009: Estranheza de uma coisa natural, Leiria, Portugal.
- 2010: A Produção da Presença, Casa de Cultura Marquéz de González de Quirós, Gandia, Spanien
- 2012: O Jardim Regressa à Cidade, Jardim Botânico - Universidade de Lisboa, Portugal
- 2013: Fluir, Óbidos, Portugal
- 2014: Flow Pequena Galeria, Lisboa, Portugal.

### Gruppenausstellungen (Auswahl)
- 1978: School voor Fotografie, Den Haag
- 1979: Galerie Fritlot Svistelsen, Wagenstraat, Den Haag
- 1980 bis 1982: Galerie Perspektief, Rotterdam
- 1981: Galeria Aberta, Palácio de D.Manuel, Évora, Portugal.
- 1982: Fotografia Portoghese, Biennale Internazionale di Fotografia, Caserta, Italien
- 1983: European Photography (org. Lorenzo Merlo, Canon Photo Gallery, Amsterdam), *Northeastern University Art Gallery, Boston, USA
- 1984: Verlichette Fotografie, BBK, Rotterdam
- 1985: New Photography Trends from Europe, Malmö Konsthall, Fotofestival Internacional de Malmö, Schweden
- 1986: 100 meter foto in het Stedelijk, GKF (Associação de Fotógrafos de Arte), Stedelijk Museum, Amsterdam
- 1987: Makkom Variaties, Stichting Makkom, Amsterdam
- 1988: Exemplos da Fotografia Portuguesa, Fotoporto, Fundação Serralves, Porto, Portugal
- 1988 bis 1989: GKF, Stedelijk Museum, Amsterdam
- 1989: Primunmovens, W.G. Terrein, Amsterdam,: «100 meters rondom mijn atelier» (projecto «100 meters um mein studio»)
- 1991: Portugal 1890-1990, Europália 91, Provinciaal Museum voor Fotografie, Antwerpen
- 1992: Olho por Olho. Lima História de Fotografia em Portugal 1839-1992, Ether, Lissabon, Portugal
- 1993: Destinos Incertos (artistas portugueses), Galerie Langenberg, Amsterdam
- 1994: Itinerários de Fronteira, 14ₒs Encontros de Fotografia de Coimbra, Portugal
- 1995: Alfândega Nova, Museu dos Transportes e Comunicações, Porto, Portugal
- 1996: Novos Viajantes, Bienal do Livro, São Paulo
- 1997: Livro de Viagens, Fotografia Portuguesa 1854-1997, Frankfurter Kunstverein, Frankfurt; Centro Cultural de Belém, Lisboa (Portugal) (1998)
- 1998:  À Prova de Água, Centro Cultural de Belém, Lissabon
- 1999: III Bienal da Arte da AIP’98 – As Escolhas dos Críticos de Arte Portuguesa Contemporânea, Europarque, Porto, Portugal
- 2000: Museu de Évora / Arquivo Fotográfico Lisboa, Portugal.
- 2001: ARCO, Madrid
- 2002: ARCO, Madrid
- 2003: Projecções da Memória, Faculdade de Engenharia, Universität Porto, Portugal
- 2004: Movimentos Perpétuos. Arte para Carlos Paredes, Movimentos Perpétuos e artemágica
- 2005: Dedans-Dehors - Le Portugal en Photographies. Collection Caixa Geral de Depósitos, Centre Culturel Calouste Gulbenkian, Paris
- 2006: 20 Artistas no  20º Aniversário, Centro de Arte, S. João da Madeira, Madeira
- 2008: Meu Nome Mar, Centro de Arte, S. João da Madeira, Madeira.
- 2009: Luz do Sul, Palácio Dom Manuel, Évora, Portugal
- 2012: Ressonâncias, Convento dos Capuchos, Almada, Portugal
- 2013: O Grupo de Évora, A Pequena Galeria, Lisboa, Portugal
- 2014: Porto Poetic, Galeria Municipal Almeida Garrett, Porto, Portugal

## Publikationen (Auswahl)

### Kataloge, Monographien und andere einzelne Ausgaben
- 1983: 17 fotografias de José Rodrigues e 17 poemas de Luís Carmelo (portfolio), Amsterdam.
- 1993: Cantadores de Alegrias, Mágoas e Mangações, org. de J. M. Monarca Pinheiro, ed. Câmara Municipal do Alandroal.
- 1994: Ourique (Sammlung von 8 Postkarten, Farbe) e Entre serras e planícies / descubra... Ourique (Sammlung von 16 Postkarten, Farbe), ed. Cãmara Municipal de Ourique.
- 1995: O mestre que trabalho por cima do céu, de J. M. Monarca Pinheiro (estudo e recolha etnográfica sobre chocalhos), ed. Associação Terra Dentro.
- 1996: Alentejo Sagrado, ed. Encontros de Fotografia de Coimbra.
- 1997: Agenda 1997, ed. Centro de Documentação Álvaro Siza, Câmara Municipal de Matosinhos.
- 1998: O Prazer das Coisas, Ether / Câmara Municipal de Oeiras,
- 1999: Ofertório”-Retrospectiva 1972-1997, Culturgest-Caixa Geral de Depósitos, Lisboa.
- 2000: Cartilha dos amores secretos, met teksten van Clara Pinto Correia, Maria Isabel Barreno.
- 2001: São Bruno na Cartuxa de Évora, Fundação Eugénio d’Almeida, Évora.
- 2003: Panorâmicas, Câmara Municipal de Matosinhos, Matosinhos.
- 2004: Fotografias de José Manuel Rodrigues, Galeria Imago Lucis, Porto.
- 2005: Habitar J.P. Falcão de Campos, Edición Caleidoscópio, Casal de Cambra.
- 2006: Solo a Solo, Galeria Maior, Porto.
- 2008: Elementos, Galeria Pente10 – Fotografia Contemporânea, Lissabon.
- 2009: Experimental Anthology, European Tracks on Photography, KaleidoscopEurope Project.
- 2010: A Produção da Presença, Ajuntament de Gandia, Gandia, Espanha.
- 2012: O Jardim Botânico, Universität Lissabon, Portugal.
- 2013: José M. Rodrigues, coleção de bilhetes postais, A Pequena Galeria, Lissabon, Portugal.

### Architektur
José M. Rodrigues veröffentlicht auch Architekturaufnahmen, unter anderem in den Zeitschriften Raumeister, Casabela en A & V, und im Architectuur in Nederland - Jaarboek van 1987/88; 1990/91; 1991/92. Er arbeitete unter anderem mit den Architekten Herman Hertzberger, S. Soeters, Mecanoo architekten, CePeZed (Jan Pesman), Ger C. Bout, Carlos Castanheira, João Pedro Falcão und Alvaro Siza.

### Perspektief
José M. Rodrigues war Mitbegründer von  Perspektief – Art Foundation  und verantwortlich für die Programmierung der Ausstellungen der Galerie.

## Filmographie
1984
- Film über Ernesto de Sousa, Farbe.

1985
- «Niet zo maar een kikge», TV-Programm über die Arbeit von J.M.R., Staadtelevisie, Amsterdam (20 m.).

1987-88
- Films in°m c / U-matic, s/w:
  - N ₒ 1, Ohne Titel (1'34").
  - N ₒ 2, Ohne Titel (11'09”).
  - N ₒ 3, Ohne Titel (11'41”).
  - N ₒ 4, Ohne Titel (10'46").
  - N ₒ 5, Ohne Titel (7'48”).
  - N ₒ 6, Ohne Titel (5'43”).
  - N ₒ 7, Ohne Titel (8'07”).
  - N ₒ 8, Ohne Titel (9'05").
  - N ₒ 9, Ohne Titel (6'39").

## Bibliographie
ALMEIDA, Bernardo Pinto de
- "Duas exposições desiguais na Cooperativa Árvore", in Notícias da Tarde, Porto, 7-VI-1983.

CALADO, Jorge
- O prazer das coisas - uma antologia, cat. Palácio Anjos, Oeiras, 1998.

CALADO, Manuel
- "Alentejo Sagrado. Rastos de um tempo pagão", in Alentejo Sagrado, Coimbra, 1996.

CARMELO, Luis
- sem título, in A Viagem, s.d. (1983), Amsterdam,
- "José Rodrigues", in Perspektief, nₒ14, 1983, Amsterdam.
- sem título, cat, Casa de Bocage, Setúbal, 1983.
- "José Rodrigues", in Reflexions, nₒ17, 1984, ed. Canon, Amsterdam.
- "As Minas de 5. Domingos", cat. 13ₒs Encontros de Fotografia de Coimbra, 1993.
- "Viagem à irrealidade mais próxima", cat. Galeria Municipal de Montemor-o-Novo, 1994.
- sem título, cat. Galeria Évora-Arte, 1997.

DINGS, Matt
- "Zeven Nieuwe fotografen", in De Tijd, nₒ8, 1983, Amsterdam.

MEDEIROS, Margarida
- "As chaves e as portas de um ediffcio", in Público, 3.111-1995.
- "Pessoas e outros lugares", in Público, Lisboa, 27-IV-1995.
- "Pormenores do real", in Público, 9-11-1996.
- "As três imagens da epifania", cat. Centro de Arte 5. João da Madeira, 1997; cat. Galeria Municipal de Montemor-o-Novo, 1997; cat. Casa da Cultura, Mora, 1998.

POMAR, Alexandre
- "A matéria do lugar", in Expresso/Revista, Lisboa, 20-11-1993.
- "A superfície das coisas", in Expresso/Cartaz, 26-11-1994.
- "Porto revisto", in Expresso/Revista, 4-3-1995.
- "José M. Rodrigues", in Expresso/Cartaz, 6-5-1995.
- "Domínio privado", in Expresso/Revisto, 12-1-1996.
- "Enfim nós", in Expresso/Revista, 16-9-1996.
- "A pele, o corpo, a terra", in Expresso/Cartaz, 18-10-1997.
- "José M. Rodrigues", in Expresso/Cartaz, 7-3-1998.

RODRIGUES, José Manuel
- nota sem título, catálogo Museu de Évora, 1981.
- entrevista, A.A. (Grupo Rodapé), Notícias do Sul, 21 Maio, Évora, 1981.
- nota sem título («Fotografar é uma coisa. Escrever é outra....»), cat. 3 ₒs Encontros de Fotografia de Coimbra, 1982.
- prefácio sem título, in Alentejo Sagrado, 1996.
- entrevista de Rute Manuel, «Sou levado a gostar só das últimas coisas», in A Capital, suplemento «Olhar», 21-11-1998.
- «As palavras do fotógrafo», depoimentos recolhidos por José Luis Jones, in Imenso Sul, nₒ14, Primavera/98.

SENA, António
- "Coimbra é uma lição", Jornal de Letras, Lisboa, n2 7, 26 Maio 1981.
- Nível de Olho. Fotografia em Portugal anos 80, ed. Ether / Gal. Almada Negreiros, Lisboa, 1989.
- Uma História de Fotografia. Portugal 1839 a 1991, ed. Europália 91 / Imprensa Nacional, Lisboa, 1991; - História da imagem Fotográfica em Portugal -1839-1997, ed. Porto Editora, 1998.

SERÉN, Maria do Carmo
- "Diacronias do olhar", in Arqueologia Industrial, S. João da Madeira, 1998.

SERRANO, Mafalda
- Elementos Naturais, cat. Gal. Municipal Caldas da Rainha, 1995.

SITA, Teresa
- "O Sítio e o Signo", in Alfóndega Nova, Porto, 1995.
- "O pulsar das coisas", cat. Centre Culturel Calouste Gulbenkian, Paris, 1995 / Museu de Évora, 1996.

TEDESCO, Patrizia
- sem título, cat. Galleria II Borga, 1984, Caserta, Itália.
- "José Rodrigues", Gazzeta di Caserta, 21 Oct. 1984.

VROEGE, Bas
- "A Viagem" (recensão), Perspektief, nₒ14, 1983, Amsterdam.

## Preise
- 1982: Preis für kreative Fotografie durch den Amsterdamer Fonds (1982)
- 1999: Prémio Pessoa, verliehen von der Wochenzeitung Expresso und der Firma Unisys zusammen mit dem Dichter Manuel Alegre

## Belege
Listen von Ausstellungen, Publikationen etc.:
- Calado, Jorge und José Manuel Rodrigues (1999) Ofertório. José Manuel Rodrigues. Retrospective 1972-1997 Lissabon: Exhibition Catalogue, Culturgeste, pp. 243-6. ISBN 972-769-012-2.
- História de Portugal - Dicionário de Personalidades (vol. XIX). ISBN 989-554-124-4.
- Rodrigues, J.M. (2009) Experimental Anthology. European Tracks on Photography Ankara: Exhibition Catalogue, Instituto Italiano de Cultura de Ankara, pp. 118-122.
- Triplov/cyber_art/jm_rodrigues.
- Calado, Jorge (2000) Trilogía - Trilogy Evora: Fundação Eugénio de Almeida, pp. 131-133.